# Loons Hoekje
Loons Hoekje is een buurtschap in de gemeente Loon op Zand in de Nederlandse provincie Noord-Brabant. Het ligt in het noorden van de gemeente, ten oosten van Kaatsheuvel en ten zuiden van Waalwijk.
Ten oosten van Loons Hoekje ligt het landgoed Plantloon en ten zuiden de Loonse en Drunense Duinen. Het Loons Hoekje was in de 15e eeuw een omstreden gebied, maar kwam in 1481 door een proces in handen van Paul van Haastrecht jr., de toenmalige heer van Venloon.
Dorpen: Kaatsheuvel · De Moer · Loon op Zand

Buurtschappen: Duiksehoef · Kraanven · Land van Kleef · Loons Hoekje · Moleneind · Molenstraat

Noord-Brabant: Steden en dorpen      Nederland: Provincies · Gemeenten